# Megachile quadrispinosella
Megachile quadrispinosella är en biart som beskrevs av Embrik Strand 1910. Megachile quadrispinosella ingår i släktet tapetserarbin, och familjen buksamlarbin. Inga underarter finns listade i Catalogue of Life.